# نبرد روتبرو
نبرد روتبرو در ۲۸ سپتامبر ۱۴۹۷ میان نیروهای ژان، شاه دانمارک و استن استور بزرگتر - که صدراعظم سوئد بود- رخ داد. استن استور به مخالفت با نجبا و اشراف برخاسته بود و به همین دلیل، در مارس ۱۴۹۷ از مقامش به عنوان نیابت سلطنت برکنار شده بود. دانمارکی‌ها در ژوئیه همان سال به سوئد حمله کردند و ارتش دهقانی استن استور را در ۲۸ سپتامبر در شهر روتبرو در هم شکستند.